# IC 563
IC 563 ist eine Balken-Spiralgalaxie vom Hubble-Typ SBab im Sternbild Sextant südlich der Ekliptik. Sie ist schätzungsweise 262 Millionen Lichtjahre von der Milchstraße entfernt und hat einen Durchmesser von etwa 80.000 Lichtjahren. Gemeinsam mit IC 564 bildet sie das Galaxienpaar Arp 303.
Halton Arp gliederte seinen Katalog ungewöhnlicher Galaxien nach rein morphologischen Kriterien in Gruppen. Dieses Galaxienpaar gehört zu der Klasse Unklassifizierte Doppelgalaxien.
Im selben Himmelsareal befindet sich u. a. die Galaxie IC 561.
Das Objekt wurde am 21. März 1893 vom französischen Astronomen Stéphane Javelle entdeckt.